# 1019
Năm 1019 là một năm trong lịch Julius, bắt đầu là Thứ Năm.

## Sự kiện

### Châu Âu
Sviatopolk I chết, và được kế vị bởi người anh trai Yaroslav I (the Wise ).

### Châu Á
- Cuộc chinh phục Azdâji đặt dấu chấm hết cho Vương quốc Nekor, ở Maroc.
- Lý Thường Kiệt - chỉ huy quân Đại Việt đánh bại cuộc xâm lược của Nhà Tống, Anh hùng dân tộc Việt Nam.

### Châu Phi
- Ngày 10 tháng 3 - Trận Gwiju: Các lực lượng Hàn Quốc, do Tướng Gang Gam-chan chỉ huy, giành được chiến thắng quyết định trước Vương triều Khitan Liao tại Kusong ngày nay, kết thúc Chiến tranh Goryeo-Khitan lần thứ ba.
- Cuộc xâm lược của Toi: Cướp biển Jurchen, từ triều đại Khitan Liao ở Mãn Châu ngày nay, đi cùng với khoảng 50 tàu để xâm lược Kyūshū ở Nhật Bản. Họ tấn công các đảo Tsushima và Iki. Vào tháng 4, lực lượng cướp biển tấn công Matsuura nhưng bị quân đội Nhật Bản đánh bại.
- Chính khách và nhiếp chính Nhật Bản Fujiwara no Michinaga từ giã cuộc sống công cộng, đưa con trai mình là Yorimichi lên làm nhiếp chính. Tuy nhiên, Michinaga vẫn tiếp tục điều hành các công việc của nhà nước từ khi nghỉ hưu, và vẫn là người cai trị trên thực tế của Nhật Bản, cho đến khi ông qua đời vào năm 1028.

## Sinh
- 17 tháng 11 - Tư Mã Quang, nhà chính trị và nhà văn Trung Quốc (mất năm 1086).
- Ngày 29 tháng 12 - Munjong, người cai trị Goryeo (Hàn Quốc) (mất năm 1083).
- Abe no Sadato nhà quý tộc và samurai Nhật Bản (mất năm 1062).
- Dominic de la Calzada, linh mục và thánh người Tây Ban Nha (mất năm 1109).
- Gundekar II (hay Gunzo ), giám mục của Eichstätt (mất năm 1075).
- Mauger (hoặc Malger ), tổng giám mục của Rouen (mất năm 1055).
- Śrīpati, nhà thiên văn học và toán học Ấn Độ (mất năm 1066).
- Sweyn II (Estridsson ), vua Đan Mạch (niên đại gần đúng).
- Wang Gui, quan chức và tể tướng Trung Quốc (mất năm 1085).
- Wen Tong, họa sĩ và nhà thư pháp Trung Quốc (mất năm 1079).
- Yūsuf Balasaguni, chính khách Karakhanid (mất năm 1085).
- Zeng Gong, học giả và nhà sử học Trung Quốc (mất 1083).
- Lý Thường Kiệt (李常傑), là một nhà quân sự, nhà chính trị cũng như hoạn quan rất nổi tiếng vào thời nhà Lý nước Đại Việt (mất năm 1105).

## Những cái chết
- 28 tháng 6 - Heimerad (hay Heimo ), linh mục và thánh nhân người Đức
- 6 tháng 10 - Frederick của Luxembourg, bá tước Moselgau (sinh năm 965)
- Aldhun (hoặc Ealdhun ), giám mục của Lindisfarne (hoặc 1018)
- Sergius II (Studite ), giáo hoàng của Constantinople
- Sviatopolk I, Hoàng tử của Kiev (sinh năm 980)